# SV Grüna 12
SV Grüna 12 (celým názvem: Sportverein Grüna 1912) byl německý fotbalový klub, který sídlil v saském městě Chemnitz. Založen byl v roce 1908 pod názvem FSV Grüna. Svůj poslední název nesl od roku 1912. Zanikl po ukončení druhé světové války, poté co byla všechna dřívější sportovní sdružení v sovětské okupační zóně zrušena.
Největším úspěchem klubu byla jednoroční účast v Gaulize Sachsen, jedné ze skupin tehdejší nejvyšší fotbalové soutěže na území Německa.

## Historické názvy
Zdroj: 
- 1908 – FSV Grüna (Fußballsportverein Grüna)
- 1912 – SV Grüna 12 (Sportverein Grüna 1912)
- 1945 – zánik

## Umístění v jednotlivých sezonách
Stručný přehled
Zdroj: 
- 1937–1938: Gauliga Sachsen

Jednotlivé ročníky
Zdroj: 
Legenda: Z - zápasy, V - výhry, R - remízy, P - porážky, VG - vstřelené góly, OG - obdržené góly, +/- - rozdíl skóre, B - body, červené podbarvení - sestup, zelené podbarvení - postup, fialové podbarvení - reorganizace, změna skupiny či soutěže
| Velkoněmecká říše (1937 – 1938) |                 |        |    |   |   |    |    |    |     |   |        |
| Sezóny                          | Liga            | Úroveň | Z  | V | R | P  | VG | OG | +/- | B | Pozice |
| 1937/38                         | Gauliga Sachsen | 1      | 18 | 0 | 5 | 13 | 25 | 76 | -51 | 5 | 10.    |